# 이해익 (1849년)
이해익(李海益, 1849년 ~ 1895년)은 조선 후기의 문신으로, 본관은 전주이다.

## 생애
통덕랑 이옥의 증손이고, 회인현감(懷仁縣監) 이시학(李時學)의 손자이다. 아버지는 이태전(李台銓)이고, 생부는 효령대군의 19대손 이희재(李熙宰)이며, 초명은 이정환(李廷煥)이다.
부인은 군수 연안인(延安人) 김겸수(金謙秀)의 딸로 영인 연안 김씨(令人 延安金氏)와 밀양인(密陽人) 박승진(朴升鎭)의 딸로 영인 밀양 박씨(令人 密陽朴氏)이다.
이희재의 아들로 1849년 8월 21일 태어났다. 음직으로 1867년(고종 4) 참봉에 의망하라는 전교로 헌릉 참봉(獻陵參奉)에 제수되었다.
1873년(고종 10) 현릉 참봉(顯陵參奉)에 제수되고, 1874년(고종 11) 대가가 건원릉(健元陵), 원릉(元陵), 수릉(綏陵), 경릉(景陵)에 나아가 전알하고, 친히 제사 지낸 뒤에 이어 현릉(顯陵), 목릉(穆陵), 휘릉(徽陵), 혜릉(惠陵)에 나아가 전알하기 위하여 거둥할 때 좌승지 조강하(趙康夏)가 아뢰길, “본릉 참봉 이해익(李海益)이 능의 좌향(坐向)에 대해서 성상께서 물으셨을 때 자세히 진달하지 못했으니, 일의 체모상 매우 놀랍습니다. 엄하게 추고하는 것이 어떻겠습니까?”하니, 고종이 그대로 하라고 하였다.
1876년(고종 13) 장원서 봉사(掌苑署奉事)에 제수되고, 1877년(고종 14) 고종이 영춘헌(迎春軒)에서 윤대관이 입시할 때 우부승지 박희양이 아뢰길, “대령한 윤대관들을 앞으로 나아가 직명과 성명을 아뢰도록 할까요?”하니, 고종이 그리하라고 하였다. 이해익(李海益)이 앞으로 나아가 아뢰길, “장원서 봉사 신 이해익의 이력입니다. 정묘년 4월 정사에서 승전(承傳)으로 헌릉 참봉(獻陵參奉)에 제배되었고, 계유년 7월 도목 정사에서 현릉 참봉(顯陵參奉)에 복직되었으며, 병자년 1월 도목 정사에서 본직에 옮겨 제배되었습니다. 직장은 건과색(乾果色)입니다. 지금 남아 있는 것은 없습니다. 아뢸 말씀은 없습니다.”하였다. 이해 12월 20일 의영고 직장(義盈庫直長)에 제수되었다.
1878년(고종 15) 국장도감 발인 때의 차비관 욕석 집사로 봉무하여 아마 1필을 사급받았다.
1879년(고종 16) 고종이 희정당에서 윤대관을 소견할 때 이해익(李海益)이 앞으로 나와 아뢰길, “의영고 직장 신 이해익의 이력입니다. 정묘년 4월 정사에서 헌릉 참봉에 제수되었으며, 계유년 7월 도목 정사에서 현릉 참봉에 복직되었으며, 병자년 정월 도목 정사에서 장원서 봉사에 제수되었으며, 정축년 12월 도목 정사에서 본직에 제수되었습니다. 직책상 맡은 일은 유색(油色)입니다. 현재 남아 있는 것이 없습니다. 드릴 말씀도 없습니다.”하고, 이어서 기둥 밖으로 물러나 엎드렸다.
1881년(고종 18) 장악원 주부(掌樂院主簿)에 제수되었다가 이해 10월 4일 돈녕부 주부(敦寧府主簿)에 제수되고, 이해 12월 11일 영릉 령(英陵令)에 제수되었다.
1882년(고종 19) 사직서 령(社稷署令)에 제수되었다가 1889년(고종 26) 광릉 령(光陵令)에 제수되고, 이해 10월 12일 예릉 령(睿陵令)에 제수되었다.
1894년(고종 31) 순안 현령(順安縣令)에 제수되었다가 순안 군수(順安郡守)에 제수되고, 1895년(고종 32) 순안 군수(順安郡守)에 면직하고, 별세하였다.

## 가족관계
- 증조부 : 이옥, 고종 황제의 사친 여흥대원비 민씨의 외조부.

- 조부 : 이시학(李時學), 도정궁 사손 완창군 이시인의 친형.

- 아버지(양부) : 이태전(李台銓), 도정궁 사손 경원군 이하전의 사촌.

- 아버지(생부) : 이희재(李熙宰), 태종왕자 효령대군의 19대손.

- 1부인 : 영인 연안김씨(令人 延安金氏, 1851년-1882년), 군수 연안인(延安人) 김겸수(金謙秀)의 딸.

- 2부인 : 영인 밀양박씨(令人 密陽朴氏, 1865년-?년), 밀양인(密陽人) 박승진(朴升鎭)의 딸.